# Аполлон — Солнечная система Коперника
Аполлон — Солнечная система Коперника (пол. Apollo ― System Kopernika) ― витраж, созданный польским живописцем и дизайнером Станиславом Выспяньским для Медицинского общества Кракова в 1904 году.

## История
Витраж расположен в здании дома Медицинского общества, что находится по адресу Radziwiłłowska, 4 в городе Краков. Здание было построено по просьбе доктора Юлиана Новака в 1904 году. Витраж представляет собой одно из многих произведений декоративно-прикладного искусства, созданных Станиславом Выспяньским, который также разрабатывал дизайн лестничных ограждений, стен, пола, мебели и люстр. Данный витраж является единственным произведением дизайнера своего рода, который тот создал для светского строения.
Выбор темы для витража был связан с основанием Астрономического обществом медицины. Изначально витраж должен был изображать Коперника. Затем выбор пал на Аполлона, который должен был символизировать солнце.
Витраж был создан Выспяньским на основе пастели под тем же самым названием. Чертёж находится в коллекции Национального музея в Кракове, куда попал в 1946 году в качестве подарка от доктора Новака. Проект витража является одним из самых воспроизводимых произведений дизайнера: его часта печатают в журналах, различных альбомах и на почтовых марках.

## Описание
Аполлон, Бог солнца, на витраже представлен связанным и прикреплены к лире, которая давит на него своим весом. Такой подход к теме трактуется, помимо прочего, как ссылка на «остановку» солнца Николаем Коперником. Вокруг Аполлона представлены другие планеты Солнечной системы: Сатурн, Юпитер, Марс, Меркурий, Земля, Луна и Венера.